# 大奧澤里亞納
49°50′4″N 36°0′6″E / 49.83444°N 36.00167°E
大奧澤里亞納（烏克蘭語：Верхня Озеряна）是位於烏克蘭東部的村莊，由哈爾科夫州哈爾科夫區的梅雷法市鎮負責管轄。該村始建於1852年，面積0.66平方公里，海拔高度149米，2001年人口239，人口密度每平方公里362.1人。